# Amor a los enemigos

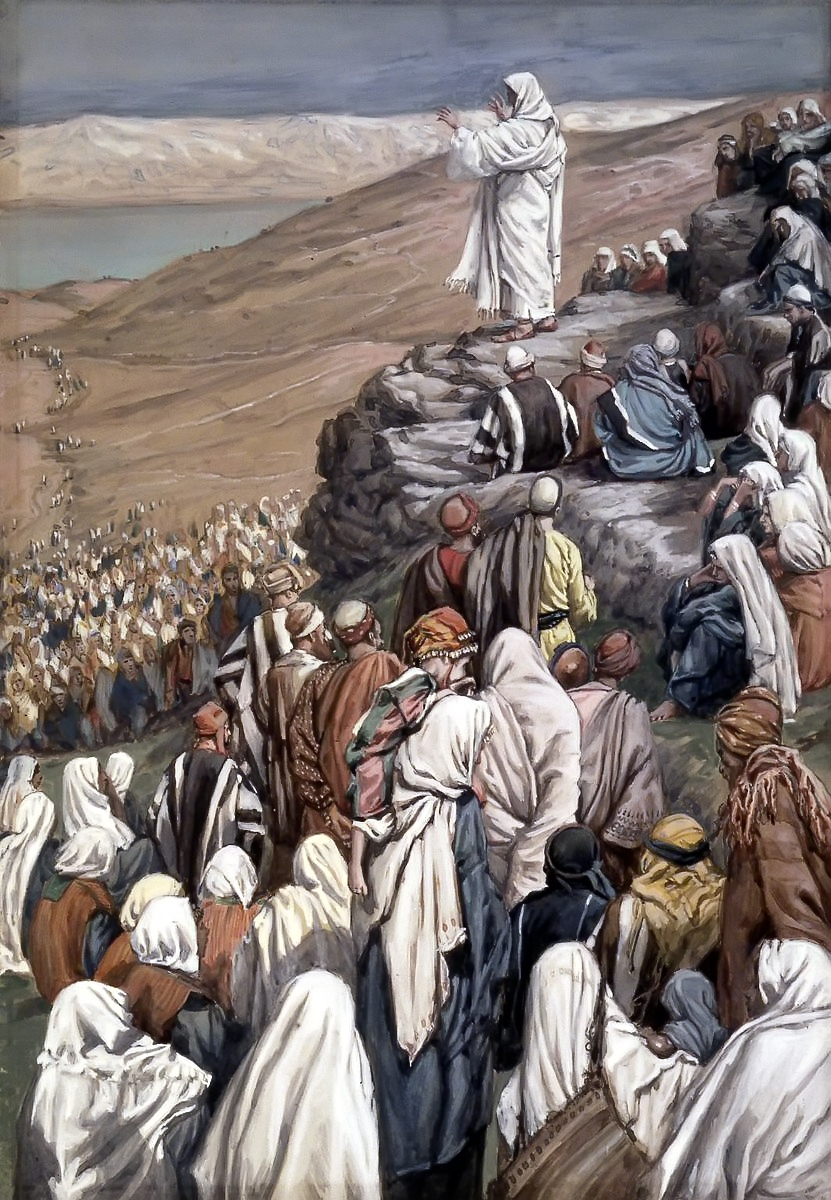
Le sermon sur la montagne (El sermón de la montaña, 1895-1897), obra del francés James Tissot (1836-1902), ubicada en el Museo Brooklyn. El Evangelio de Mateo ubica la enseñanza del amor a los enemigos en el marco del sermón del Monte pronunciado por Jesús de Nazaret.

El amor a los enemigos como extensión del amor al prójimo destaca entre las exigencias más novedosas y graves presentadas por el cristianismo desde sus inicios. El Evangelio de Mateo (5, 38-48) y el de Lucas (6, 27-36) ponen esta enseñanza en labios de Jesús de Nazaret.

Habéis oído que se dijo: Amarás a tu prójimo y odiarás a tu enemigo. Pero yo os digo: Amad a vuestros enemigos y rogad por los que os persiguen, para que seáis hijos de vuestro Padre celestial, que hace salir el sol sobre malos y buenos, y llover sobre justos e injustos. Pues si amáis a los que os aman, ¿qué recompensa váis a tener? ¿No hacen eso mismo también los publicanos? Y si no saludáis más que a vuestros hermanos, ¿qué hacéis de particular? ¿No hacen eso mismo también los gentiles?
Evangelio de Mateo 5, 43-47

Pero yo os digo a los que me escucháis: Amad a vuestros enemigos, haced bien a los que os odien, bendecid a los que os maldigan, rogad por los que os difamen.
Evangelio de Lucas 6, 27-28

Además, aparecen alusiones a la exigencia de amar a los enemigos en tres de las cartas auténticas de Pablo de Tarso: en orden cronológico, la Primera epístola a los tesalonicenses (5,15), la Primera epístola a los corintios (4,12), y la Epístola a los romanos (12,14.17.20), como así también en la Didaché (1, 3), el escrito de los Padres apostólicos probablemente más antiguo.
El precepto del amor a los enemigos fue valorado casi de forma unánime por las principales corrientes del cristianismo primitivo y por los Padres de la Iglesia como una enseñanza fundamental, y los estudiosos actuales lo consideran como auténtico del Jesús histórico, y característico de él: «amor a los enemigos, extranjeros y desclasados como cima del mandamiento del amor».
En varias civilizaciones, religiones y corrientes filosóficas se verificó la existencia de consejos o enseñanzas tendientes al trato benevolente de los enemigos. Sin embargo, la radicalidad de las palabras de Jesús de Nazaret —quien otorga al amor a los enemigos el carácter de mandato—, sumada al perdón y excusa de sus propios enemigos durante su crucifixión, distinguen su mensaje de todas las concepciones anteriores.

## Antecedentes y marco de situación

### Babilonios, egipcios, griegos y romanos
John Nolland propuso algunos posibles precedentes históricos del precepto de amar a los enemigos. En los Consejos de la sabiduría de la literatura asirio-babilónica se sugiere el apartamiento de los altercados y la pacificación de los enemigos. La obra egipcia Instrucciones de Amenemope (5, 3-6; 22, 3-8) aconseja la misericordia hacia los enemigos o rivales.
En la Antigua Grecia regía en general la idea fundamental de hacer el daño a los enemigos, principio enunciado por distintos poetas, oradores y filósofos renombrados.
- Hesíodo (siglo VIII a. C.) recomendó en su obra Trabajos y días (libro 1): «Invita a tus convites a quien te quiere y rechaza al enemigo».

- Píndaro (c. 518-438 a. C.) escribió: «Seré amistoso con el amigo, y, como el lobo, seguiré al enemigo por sus torcidos caminos» (Pítica 2, 83-83).

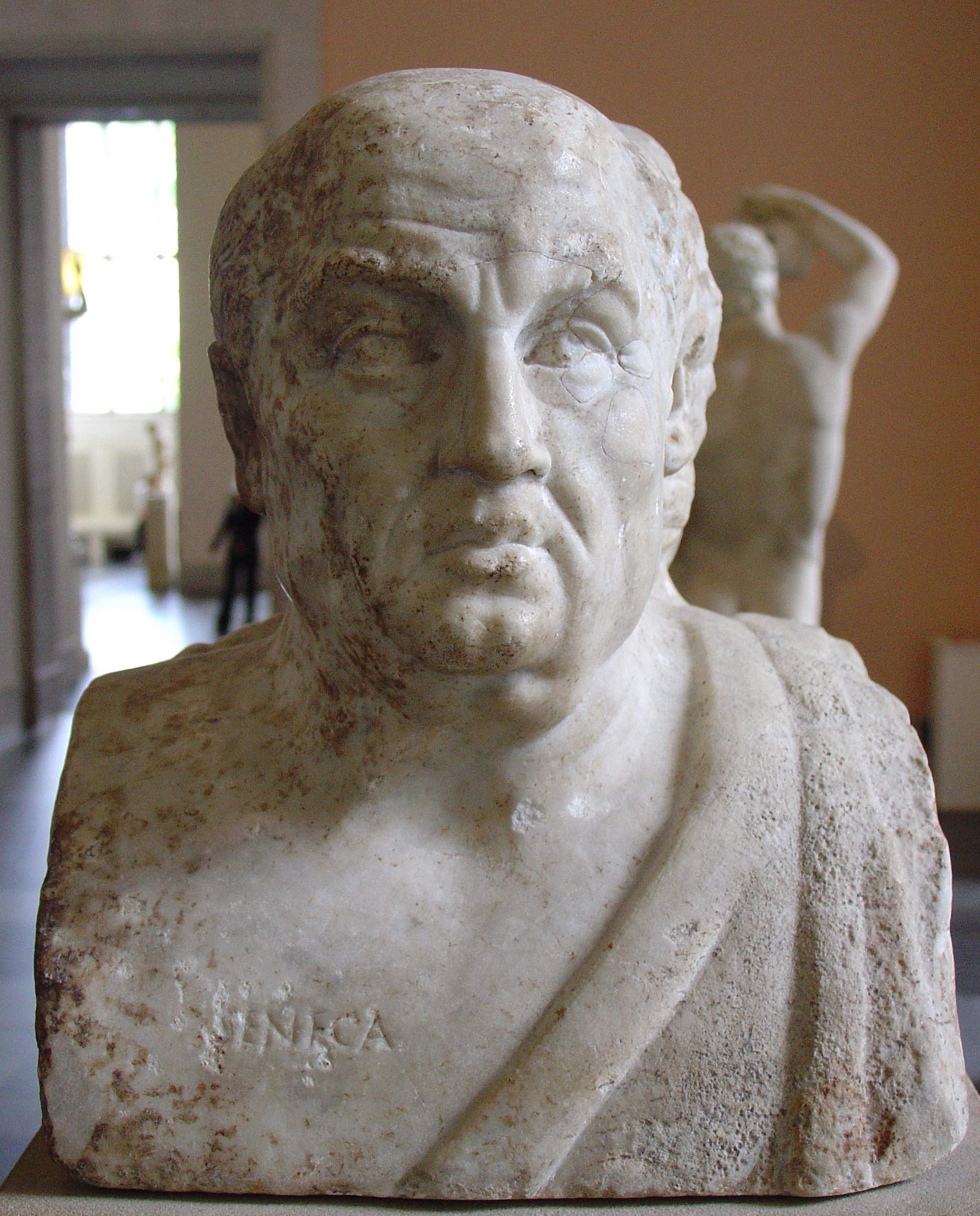
Busto antiguo que representa a Séneca. Este filósofo romano exhortó a la ausencia de represalias y a las buenas obras hacia los enemigos.

- Lisias (458-380 a. C.) señaló: «[...] creo que está naturalmente dispuesto que los enemigos hagan mal y los amigos bien [...]» (En pro del soldado —Pro milite—, 20).

- Platón (c. 427-347 a. C.) formuló en su Menón (71E): «Hacer el bien a los amigos, hacer el mal a los enemigos» («tous men philous eu poiein, tous d'echthrous kakis»). Así, las palabras de Platón son un ejemplo de lo que el teólogo y académico suizo Ulrich Luz denominó «la ética vulgar del principio de retribución» o «la ética vulgar helenista de pagar con la misma moneda: el amor con amor y el odio con odio».

Sin embargo, esta concepción no fue uniforme. En la Historia de la Guerra del Peloponeso Pericles insistió en vencer a los enemigos mediante la magnanimidad y la tolerancia.
Aunque con limitaciones, la idea del amor a los enemigos tuvo algunos antecedentes en el mundo romano: en ciertas obras de la escuela cínica, y en los escritos de Séneca. En su tratado De Beneficiis (IV, 26, 1), Séneca pone en boca de su interlocutor imaginario la misma idea que aparece en el Evangelio de Lucas (6, 35):

Nuestro adversario dirá: «Si quieres imitar a los dioses, entonces tienes que hacer el bien tanto a los ingratos como a los agradecidos, porque el sol brilla tanto sobre el malvado como sobre el bueno, y el mar está abierto también para los piratas».
Séneca, De Beneficiis IV, 26, 1

### En el judaísmo hasta elsigloI

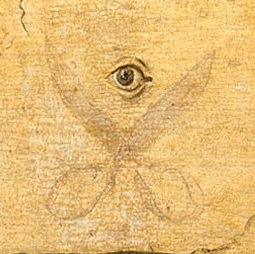
En la Antigüedad, la ley del Talión o del «ojo por ojo» dominó buena parte del comportamiento del ser humano frente a sus enemigos.

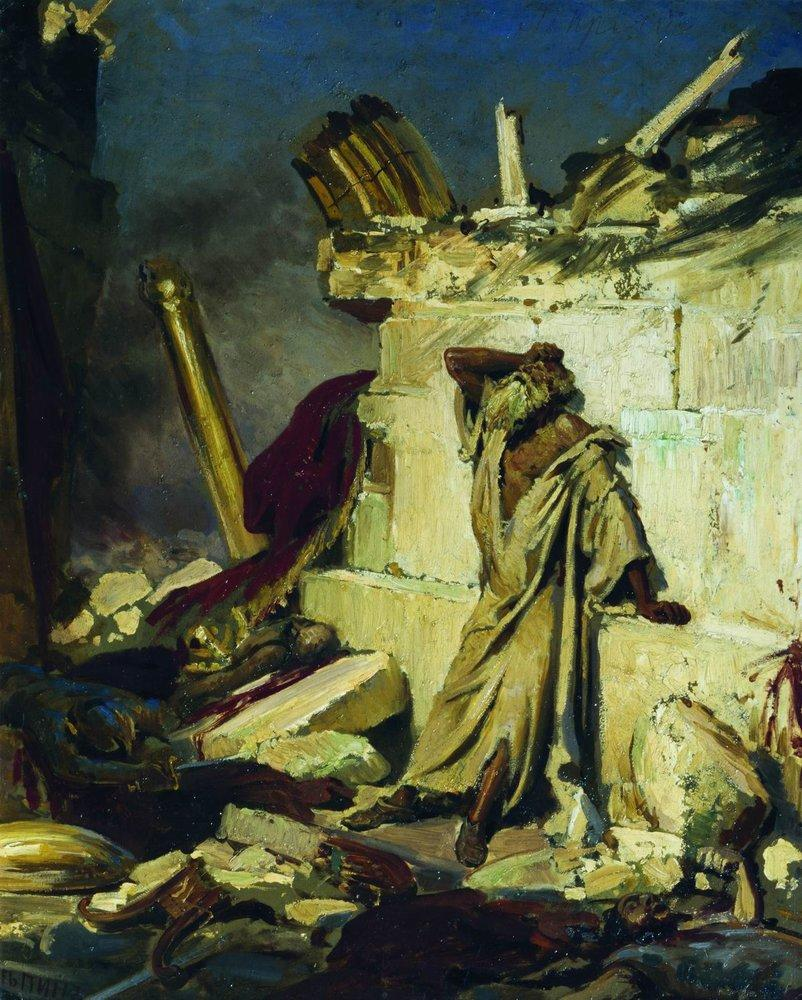
Llanto del profeta Jeremías en las ruinas de Jerusalén, de Iliá Repin. Galería estatal Tretiakov, Moscú. Siendo una personalidad de gran sensibilidad, Jeremías se vio envuelto en tragedias personales y colectivas que acabaron por generarle gritos de dolor y diálogos interiores contra sus enemigos.

El precepto del amor al prójimo se expresa en Levítico 19,18 pero, a diferencia de lo observado en otros pueblos, no aparece de forma explícita en el pueblo de Israel ningún precepto de «odiar al enemigo», ni en el Antiguo Testamento, ni en la enseñanza rabínica tal como esta se conservó. Para Morton Smith, resulta comprensible que el odio al enemigo no se mencionara explícitamente en el Antiguo Testamento como un mandato: no hace falta enseñar a nadie a odiar a sus enemigos.
En el Libro del Eclesiástico se encuentra un pasaje en el que se ordena hacer el bien solamente a los buenos:

Si haces el bien, mira a quien lo haces, y por tus beneficios recibirás favor. Haz bien al piadoso; hallarás recompensa, si no de él, al menos del Altísimo. No habrá bienes para el que en el mal persiste, ni para quien no agradece la limosna. Da al hombre piadoso y del pecador no te cuides. Haz bien al humilde y no des al impío; niégale su pan, no se lo des, para que no llegue con ello a dominarte. Pues un mal duplicado encontrarías por todos los bienes que le hubieres hecho. Que también el Altísimo odia a los pecadores, y de los impíos tomará venganza. Da al hombre de bien, y del pecador no te cuides.
Eclesiástico 12, 1-7

En ciertos pasajes de los Libros proféticos se piden castigos sobre los enemigos y los que obran el mal.

Estate atento a mí, Yahveh, y oye lo que dicen mis contricantes [...] Recuerda cuando yo me ponía en tu presencia para hablar en bien de ellos, para apartar tu cólera de ellos. Por tanto, entrega a sus hijos al hambre y desángralos a filo de espada; queden sus mujeres sin hijos y viudas, sean sus varones asesinados, sus mancebos acuchillados en la guerra. Óigase griterío en sus casas, cuando traigas sobre ellos pillaje repentino. Porque han cavado una hoya para prenderme, y trampas han escondido para mis pies.
Jeremías 18, 19-22

Entre los Libros sapiensales, algunos Salmos enfatizan el pedido de castigo y exterminio de los enemigos:

¡Dios de las venganzas, Yahveh, Dios de las venganzas, aparece! ¡Levántate, juez de la tierra, da su merecido a los soberbios!
Salmo 94, 1-2

¿No odio, Yahveh, a quienes te odian? ¿No me asquean los que se alzan contra ti? Con odio colmado los odio, son para mí enemigos.
Salmo 139, 21-22

En general, esos salmos no identifican un enemigo preciso. Del contexto surge que se trata de enemigos muy variados: políticos opresores, conquistadores, explotadores, perseguidores, prepotentes, todos ellos signos del carácter conflictivo de un mundo carente de verdad, de gratuidad y de altruismo.
Mucho más numerosos son los textos del Antiguo Testamento que, sin hablar de odio a los enemigos, limitan el ejercicio del amor a Israel y excluyen de él a los enemigos de Dios, por ejemplo, los paganos. Pero en otros pasajes del Antiguo Testamento se ordena comportarse bondadosamente con los enemigos.

Si encuentras el buey de tu enemigo o su asno extraviado, se lo llevarás. Si ves caído bajo la carga el asno del que te aborrece, no rehúses tu ayuda. Acude a ayudarle.
Éxodo 23, 4-5

Si tu enemigo tiene hambre, dale de comer; si tiene sed, dale de beber [...]
Proverbios 25, 21

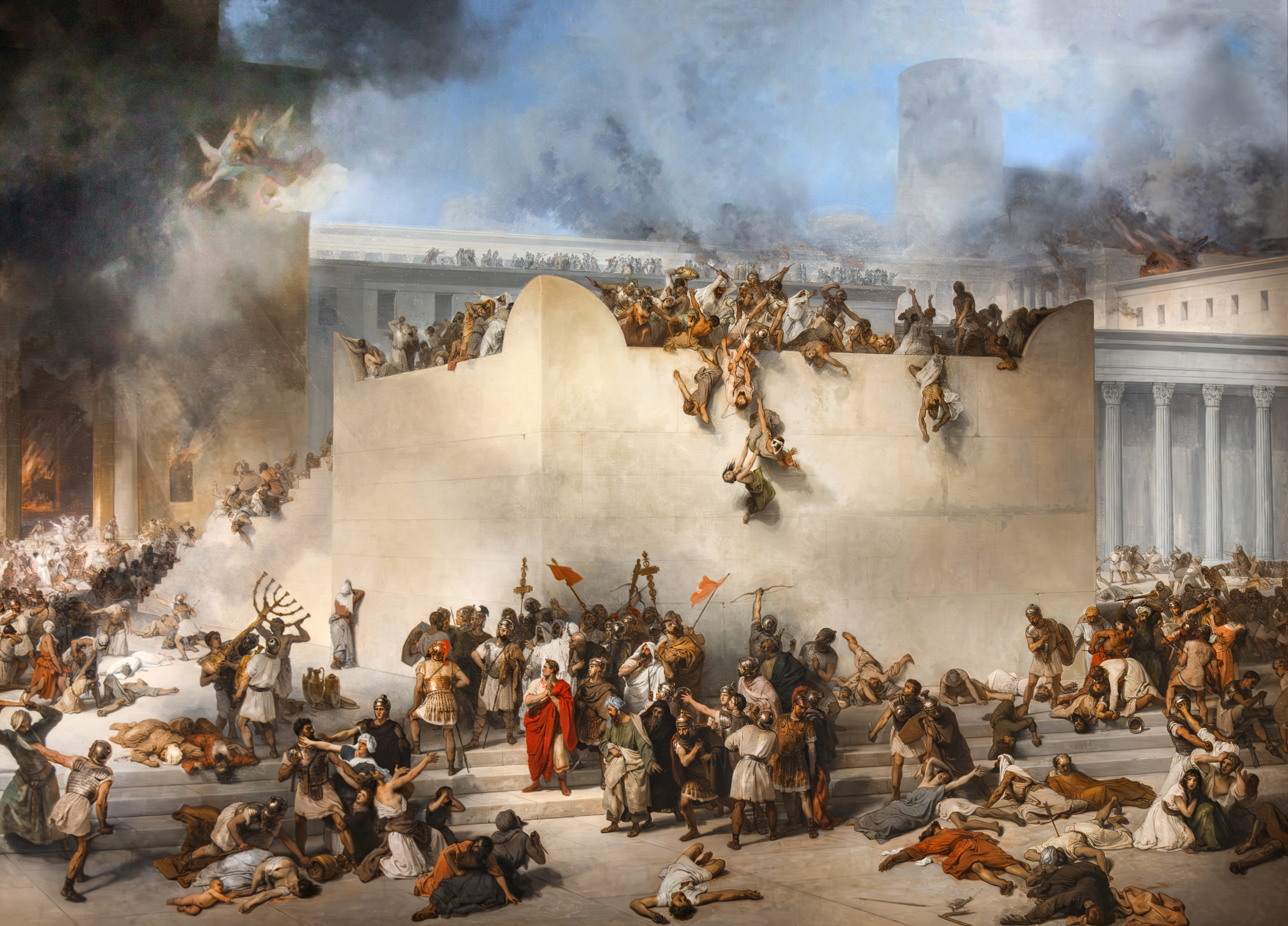
Destrucción del Templo de Jerusalén (1867), obra de Francesco Hayez que se conserva en la Galería de la Academia de Venecia. La destrucción de la ciudad y del templo en el año 70 fue un punto culminante de un período de luchas y rebeliones judías en tiempos de fragmentación social y religiosa en Judea y Galilea, reflejada en el surgimiento de sectas y partidos políticos hostiles y enemigos entre sí.

Cabe notar que en ambos pasajes, el imperativo de mantener un comportamiento bondadoso parece aplicar únicamente a un enemigo privado, porque ambas exhortaciones se formulan en singular («tu enemigo»). Por otra parte, en un pasaje del Nuevo Testamento aparece una antítesis sobre lo que se inculcaba hasta entonces: el amor que se había de practicar con el prójimo y el odio a los enemigos:

Habéis oído que se dijo: Amarás a tu prójimo y odiarás a tu enemigo.
Mateo 5, 43

Theissen y Merz sugieren que podría tratarse de una referencia directa a los compromisos de los esenios. En la sociedad judía, los esenios constituían un grupo que combinaba el amor ferviente a los miembros de la propia comunidad con el odio a los otros, de lo que existe clara constancia en las fuentes. La praxis de los esenios de Qumrán se resumía en la regla que prescribía «amar a los hijos de la luz... y odiar a todos los hijos de las tinieblas» (1QS 1, 9-10), interpretación que no era de su exclusividad. Según Theissen y Merz, en la tradición del Antiguo Testamento existía sin dudas el compromiso de odiar a los enemigos, por ser «enemigos de Dios». El historiador y político romano Tácito (c. 55-120) escribió que los judíos eran prontos a la misericordia y caritativos entre sí, pero que odiaban como enemigos mortales a todos los demás que no eran de su gente (Historiae V, 5). Como hipótesis alternativa, las palabras «Habéis oído que se dijo: Amarás a tu prójimo y odiarás a tu enemigo» podrían haber sido tomadas simplemente de la sabiduría popular y, por lo tanto, haber sido conocidas por los oyentes de Jesús y por la audiencia del evangelista Mateo.

## El amor a los enemigos en el cristianismo de origen
La inmensa mayoría de los estudiosos coinciden en señalar que la exigencia del amor a los enemigos fue una enseñanza novedosa y representativa del Jesús histórico, que no se dio en ninguna otra enseñanza moral. Incluso los críticos más radicales de los textos sinópticos —como Rudolf Karl Bultmann y Herbert Braun— consideraron que el amor a los enemigos fue un mandato propio y característico de la predicación de Jesús, y una de las áreas en que Jesús radicalizó las demandas de la Torá.
El biblista Joseph A. Fitzmyer considera que el aspecto novedoso del amor a los enemigos en Jesús de Nazaret es su carácter de mandato. Esa radicalidad distingue las palabras de Jesús de Nazaret de todas las concepciones anteriores. En palabras del profesor Salvador Vergés, «en una historia comparada de las religiones se puede constatar que ninguna de ellas presenta nada parecido».

### Fuentes y alcances de los textos evangélicos

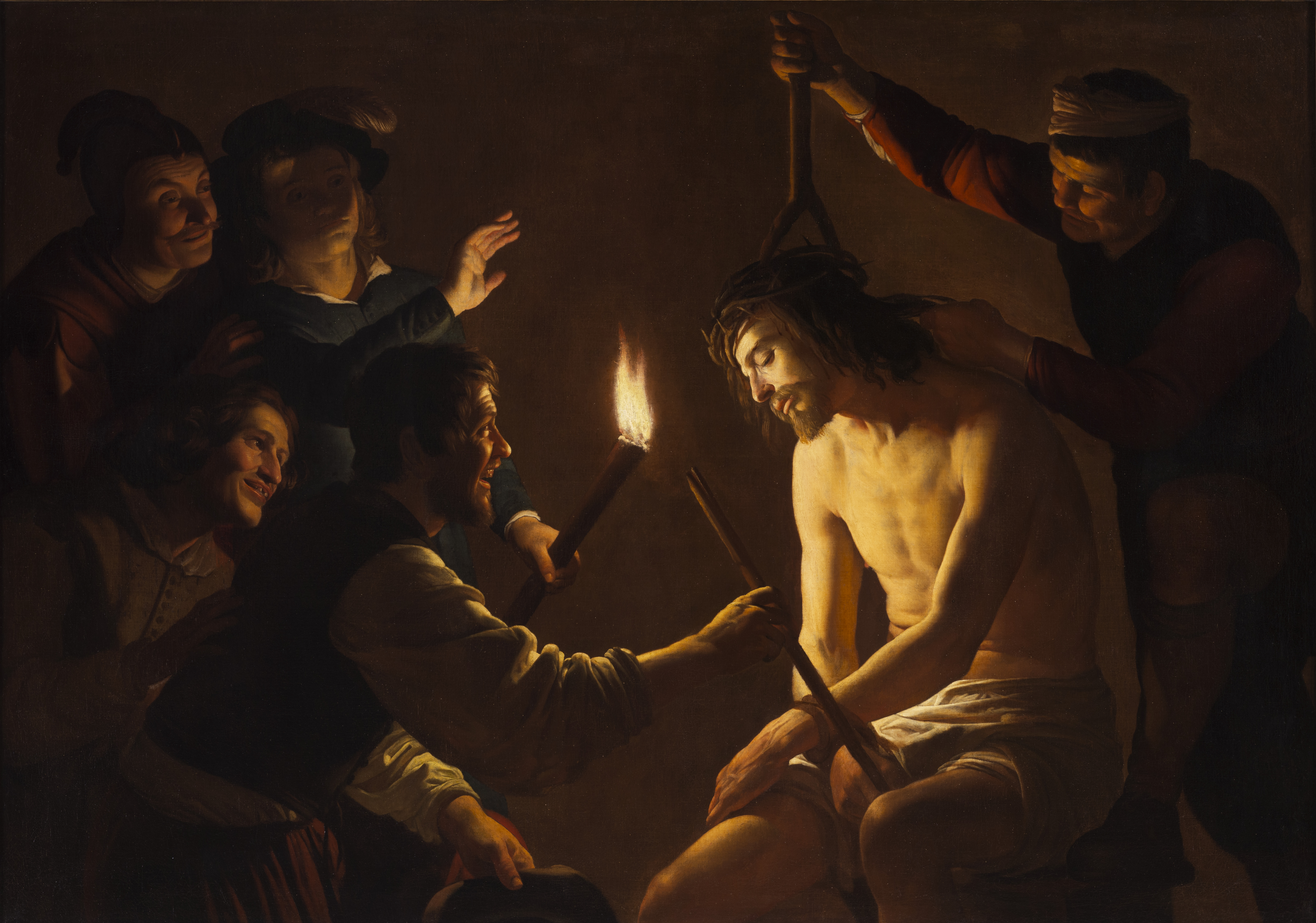
Los improperios, de Gerard van Honthorst (ca. 1617). Según los Evangelios canónicos, la práctica de Jesús de Nazaret del amor a sus enemigos fue el denominador común durante su proceso y su ejecución en la cruz.

### Actitud de Jesús de Nazaret con sus enemigos

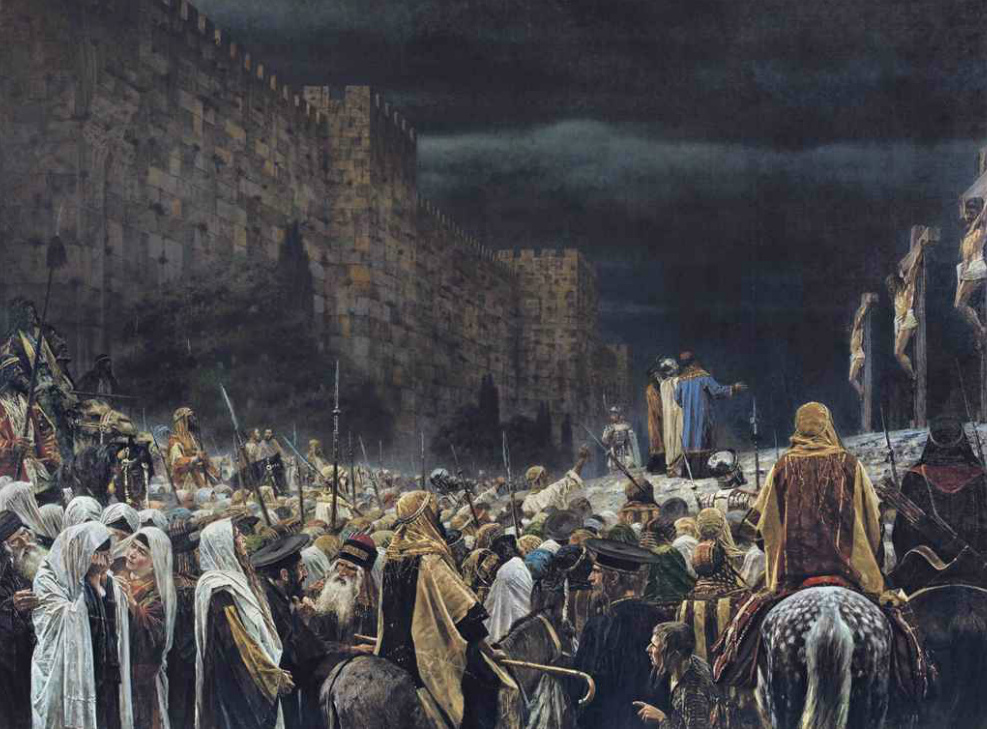
La crucifixión por los romanos (1887), obra de Vasily Vereshchagin. Según el Evangelio de Lucas, Jesús de Nazaret excusó a sus enemigos durante su crucifixión: «Padre, perdónalos, porque no saben lo que hacen».

### Identificación de los enemigos

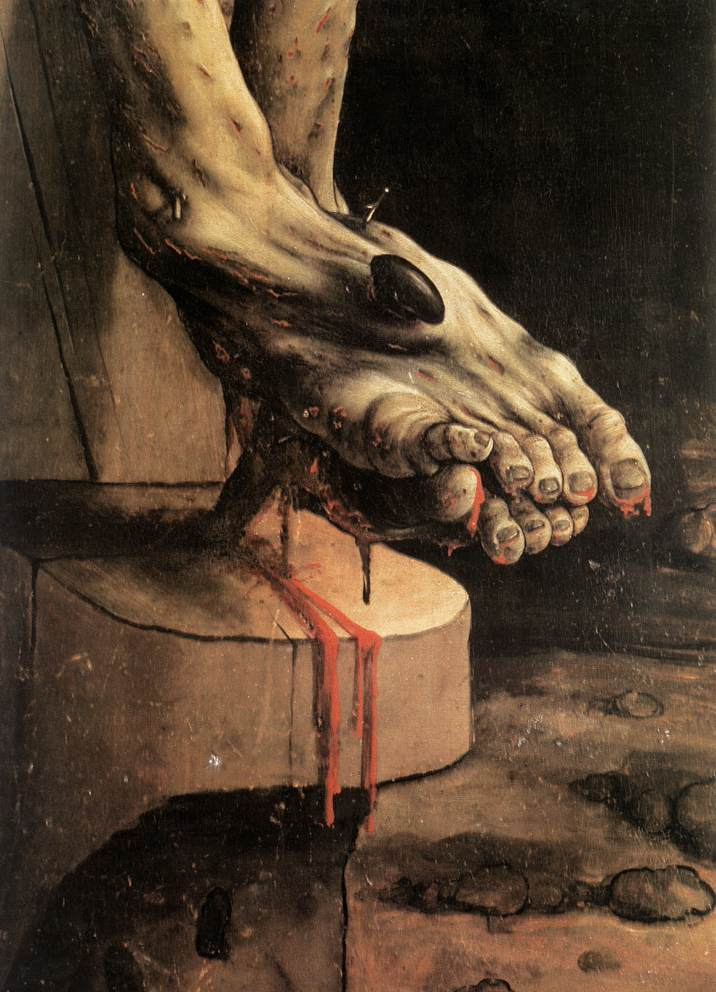
Detalle de La crucifixión (c. 1515), de Matthias Grünewald. «No resulta fácil amar a un enemigo de verdad, a alguien que ha destrozado algo muy valioso en nuestra vida.» (José María Cabodevilla)